# 埤頭 (嘉義縣)
埤頭，是台灣嘉義縣新港鄉的一個傳統地域名稱，位於該鄉中部偏西北。相較於今日行政區，其範圍大致為共和村不含北部及東部中央凸出部分。

## 歷史
台灣清治末期至日治初期，埤頭地區為一街庄，稱為「埤頭庄」，隸屬於打貓西堡。該庄北與板頭厝庄、後庄為鄰，東與新港街為鄰，南邊為潭仔墘庄，西邊為舊南港庄。
1901年（日治明治三十四年）11月，全台廢縣廳改設二十廳，該庄隸屬於嘉義廳。1903年（明治三十六年）6月，該庄編入「新港區」，隸屬於嘉義廳。1909年（明治四十二年）10月，合併二十廳為十二廳，新港區仍隸屬於嘉義廳。1920年（大正九年），全台地方制度大改正，廢十二廳改設五州二廳，該庄改制為「埤頭」大字，隸屬於臺南州嘉義郡新巷庄。埤頭大字下有「菜園」、「埤頭」小字名。
戰後新巷庄改制為新港鄉，隸屬於臺南縣，大字亦改制為村。1950年10月，雲、嘉、南分治，新港鄉改隸屬嘉義縣。

## 聚落
本地區發展較早的聚落為頂菜園（菜園、南壇）、埤頭（董厝）等，在日治期初期的官方地圖上已有記載。此外，本地區尚有黃厝、洪厝、林子厝等聚落。

## 交通
- 省道台37線
- 縣道159號
- 鄉道嘉73線
- 鄉道嘉74線

## 廟宇
- 南壇水月庵